# Centrolene condor
Centrolene condor е вид жаба от семейство Centrolenidae.

## Разпространение
Този вид е разпространен в Еквадор.